# Porcinaro
Porcinaro è stato un antico villaggio situato in Abruzzo, lungo la via Cecilia.
Nel XIII secolo fu uno dei castelli che parteciparono alla fondazione dell'Aquila.

## Geografia

### Territorio
Il castello di Porcinaro era situato a circa 1 200 metri s.l.m., incastonato tra il Gran Sasso d'Italia a sud e i Monti della Laga a nord, sulla dorsale nord-occidentale del monte San Franco. 

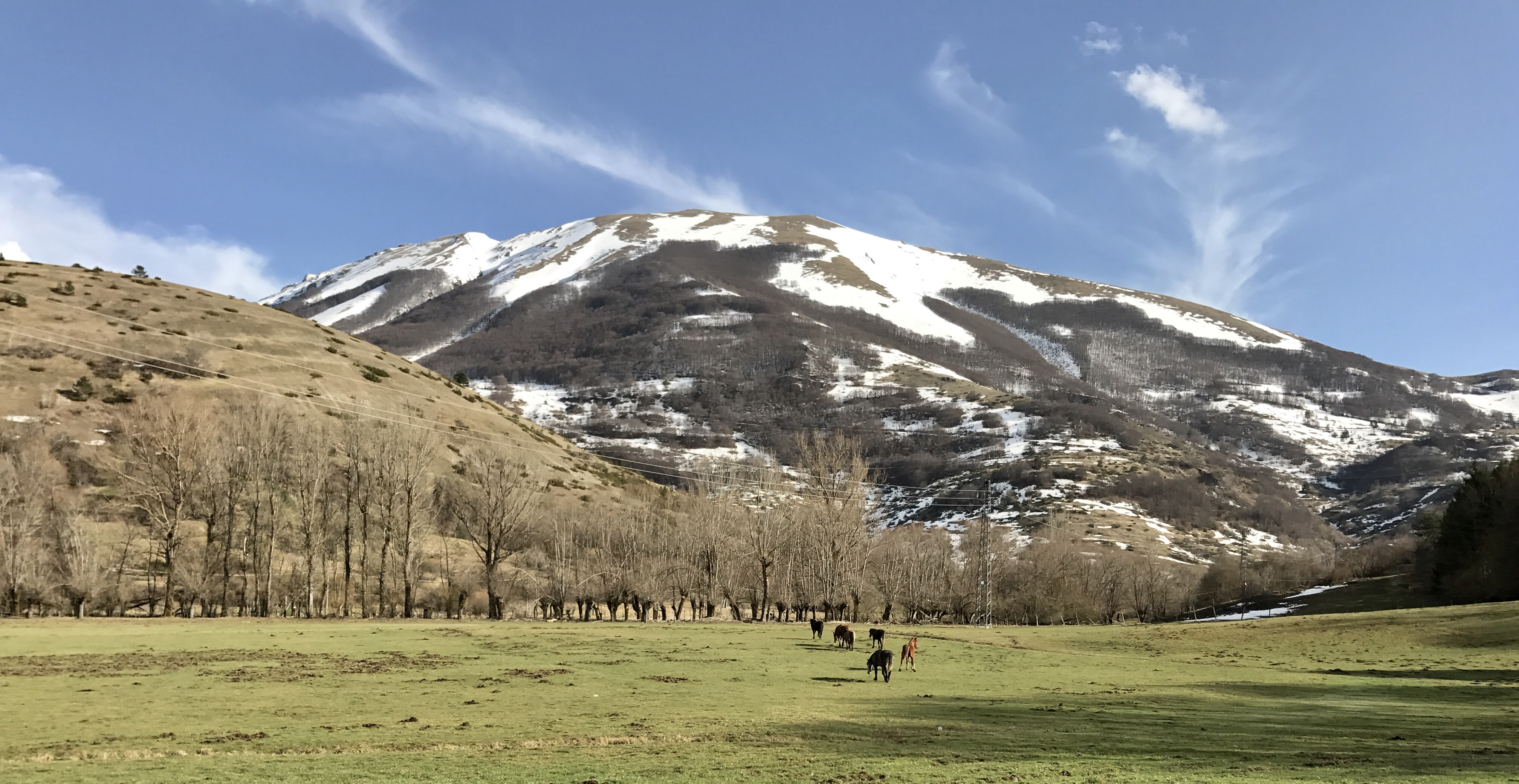
Il territorio di Porcinaro con, alle spalle, il monte San Franco.

La posizione era particolarmente strategica poiché predominante sulla via Cecilia che collegava la valle dell'Aterno alla valle del Vomano e, più in generale, l'aquilano con il mare Adriatico; era situato in corrispondenza dell'attuale bivio tra la S.S. 80 del Gran Sasso d'Italia e la S.R. 577 del lago di Campotosto.

## Storia
Le prime documentazioni risalgono al XII secolo; il castello compare nel Catalogus Baronum del 1167 con il nome di Porcinam e, nei documenti seguenti, con il nome di Porcinarium. L'origine del nome è ancora oggi incerta, così come l'effettiva entità del territorio controllato.
Nel XIII secolo partecipò — autonomamente rispetto ai vicini castelli di Chiarino e Vio — alla fondazione dell'Aquila come testimoniato dal Diploma di Carlo II di Napoli del 1294. Porcinaro ricevette un locale nel quarto di San Pietro dove edificò, nel 1402, la chiesa di San Leonardo dei Porcinari, poi soppressa nel XX secolo.
Al principio del XV secolo, Porcinaro contava ancora 27 fuochi. In seguito alla crescita di prestigio dell'Aquila, tuttavia, il villaggio originario si spopolò fino a scomparire.
Dalla località avrebbe preso origine la famiglia omonima, da cui nacque Niccolò, vissuta all'Aquila nel palazzo di famiglia, poi estintasi nei Gotti.
Nel XIX secolo la località venne ricompresa nel territorio dell'Aquila; ancora oggi, lungo la strada statale 80 del Gran Sasso d'Italia che ricalca la via Cecilia, della quale si conserva un tratto ancora esistente con relative crepedines in località pietre bianche, è presente l'indicazione del bivio Porcinari in corrispondenza dell'accesso al villaggio.